# La Puisaye
La Puisaye är en kommun i departementet Eure-et-Loir i regionen Centre-Val de Loire strax norr om centrala Frankrike. Kommunen ligger i kantonen Senonches som tillhör arrondissementet Dreux. År 2022 hade La Puisaye 247 invånare.

## Befolkningsutveckling
Antalet invånare i kommunen La Puisaye
Referens:INSEE